# Miss Grand Estados Unidos 2019
Miss Grand Estados Unidos 2019 o Miss Grand United States 2019 fue la 3° edición del certamen Miss Grand Estados Unidos y se realizó el 24 de agosto de 2019 en ciudad de Chicago, Illinois. Cuarenta candidatas de toda Estados Unidos compitieron por el título nacional, obteniendo el derecho de representar al país en Miss Grand Internacional 2019. Al final del evento Paola Melissa Cossyleon Félix Miss Grand Estados Unidos 2018 coronó a su sucesora Emily Irene Delgado de Nevada como su sucesora quien competirá en Miss Grand Internacional 2019 realizado en Venezuela.

## Resultados

### Colocación
| Posiciones                     | Candidata |
| Miss Grand Estados Unidos 2019 | - Nevada - Emily Delgado |
| Primera Finalista              | - Míchigan - Alexandria Kelly |
| Segunda Finalista              | - Florida - Que Demery |
| Tercera Finalista              | - Georgia - Shiobhan Fraser |
| Cuarta Finalista               | - Washington - Stormy Keffeler |
| Top 10                         | - Arizona - Nadia Monique - Hawái - Stephanie Wang - Nueva Jersey - Mayelin De La Cruz - Nueva York - Heather Thompson - Texas - Anastasia Semenova                      |
| Top 16                         | - California - Ereka Lambe - Colorado - Ashley Avila - Misisipi - Latora Bemley - Oklahoma - Stephanie Ariza - Oregón - Melony Escobar - Pennsylvania - Smaroling Esther |

## Candidatas
40 Candidatas compitieron por el título de Miss Grand Estados Unidos 2019:
| Comuna             | Candidata               | E  | Residencia       |
| Alaska             |                         |    | Anchorage        |
| Alabama            | Alesha McNeese          | 26 | Birmingham       |
| Arizona            | Myriam Rochin           | 25 | Phoenix          |
| Arkansas           |                         |    |                  |
| California         | Ereka Lambe             | 26 | Los Ángeles      |
| Carolina del Norte | Miriam Marie            | 22 | Charlotte        |
| Carolina del Sur   | Angelia Williams        | 25 | Carolina del Sur |
| Colorado           | Ashley Marian Avila     | 19 | Denver           |
| Connecticut        | Kathyria Burgos         | 22 | Bridgeport       |
| Dakota del Norte   |                         | 24 | Dakota del Norte |
| Dakota del Sur     |                         | 22 | Rapid City       |
| Delaware           | Eddia Jane Watts        | 20 | Wilmington       |
| Florida            | Que Demery              | 26 | Jacksonville     |
| Georgia            | Shiobhan Fraser Smith   | 26 | Bristol          |
| Hawaii             | Stephanie Wang          | 24 | Honolulu         |
| Illinois           | Karah West              | 25 | Arcola           |
| Louisiana          | Mayura Kulkarni         | 27 | Nueva Orleans    |
| Kansas             | Beth Wiese              | 25 | Wichita          |
| Massachusetts      | Paradise Rodríguez      | 22 | Boston           |
| Míchigan           | Alexandria Kelly        | 23 | Ann Arbor        |
| Minnesota          | Katerina Katakalides    | 21 | Mineápolis       |
| Mississippi        | Latora Melly Bemley     | 27 | Southaven        |
| Montana            |                         |    | Billings         |
| Nebraska           | Brenda Melissa Ramos    | 20 | Omaha            |
| Nueva Jersey       | Mayelin De La Cruz      | 24 | Southaven        |
| Nueva York         | Heather Marie Thompson  | 25 | Glenville        |
| Nuevo México       | Gabriela Gómez Raiciof  | 23 | Las Cruces       |
| Nevada             | Emily Irene Delgado     | 24 | Las Vegas        |
| Oklahoma           | Stephanie Ariza Ramírez | 23 | Oklahoma City    |
| Ohio               | Natalia Chelsy Cordero  | 21 | Cleveland        |
| Oregón             | Melony Fernanda Escobar | 25 | Portland         |
| Pennsylvania       | Smaroling Esther        | 27 | Allentown        |
| Tennessee          | Byrgundy Mallory        | 26 | Knoxville        |
| Texas              | Anastasia Semenova      | 25 | El Paso          |
| Utah               |                         | 24 | Salt Lake City   |
| Vermont            |                         | 27 | Vermont          |
| Virginia           | Naomi Rahn              | 24 | Asheville        |
| Washington         | Stormy Keffeler         | 26 | Seattle          |
| Washington D. C.   | Luciana Davalos Brown   | 23 | Washington D. C. |
| Wyoming            |                         | 22 | Casper           |

### Nota

#### Reemplazos
1. ↑  Luisiana – Linda Okoli no puede cumplir su título y Mayura Kulkarni asumió el título de Miss Grand Luisiana 2019